# Vinyltriéthoxysilane
Le vinyltriéthoxysilane, ou triéthoxyvinylsilane, est un composé organosilicié de formule chimique CH2=CHSi(OCH2CH3)3. Cet éther de silyle se présente sous la forme d'un liquide inflammable incolore à l'odeur fruitée qui se décompose au contact de l'eau. Ses vapeurs sont susceptibles de former des mélanges explosifs avec l'air. La molécule est bifonctionnelle et peut agir comme agent de réticulation. 
Le vinyltriéthoxysilane peut être obtenu par hydrosilylation du polyméthylhydrosiloxane.
Le vinyltriéthoxysilane est par exemple utilisé comme agent de réticulation lors de la fabrication de polyéthylène réticulé (PEX). Le fragment éthoxysilane est réactif vis-à-vis de l'eau et, en présence d'humidité, il forme des liaisons silicium–oxygène–silicium qui réticulent le matériau pour le durcir. Les polymères durcissables à l'humidité sont utilisés comme isolants électriques dans certains types de câbles et pour les conduites d'eau dans les installations de chauffage par le sol.
Les vinyltrialcoxysilanes sont également utilisés comme agents de couplage ou promoteurs d'adhérence pour le traitement des fibres de verre et des particules minérales afin de former des liaisons plus fortes avec la résine et de produire de la fibre de verre avec de meilleures propriétés mécaniques. Les silanes à fonction amino tels que le (3-aminopropyl)triéthoxysilane (en) et les silanes à fonction époxy sont utilisés dans le même but. Le groupe silane se fixe au substrat de verre via une liaison covalente Si–O–Si, tandis que la résine réagit avec le groupe vinyle, amino ou époxy et s'y lie.